# Der große Kalender
Der große Kalender ist ein weltliches Oratorium in vier Teilen für Sopran- und Bariton-Solo, gemischten Chor, Kinderchor, Orchester und Orgel von Hermann Reutter. Die Aufführung dauert rund eine Stunde und 45 Minuten.

## Entstehung
Ludwig Andersen alias Ludwig Strecker der Jüngere schlug 1932 dem damals 32-jährigen Stuttgarter Komponisten Hermann Reutter vor, von ihm zusammengestellte und ergänzte Texte über den Jahresablauf zu einem großen „Volksoratorium“ zu vertonen. Reutter machte sich mit Freude an die Arbeit. Ein Jahr später folgte die Uraufführung. 
1970 sollte der Komponist zu seinem 70. Geburtstag nach dem Willen des Süddeutschen Rundfunks mit einer festlichen Aufführung seines „Großen Kalenders“ besonders geehrt werden. Zu diesem Anlass überarbeitete er seine Partitur aus dem Jahre 1932 neu, denn er hatte ja in einem Abstand von fast vier Jahrzehnten vieles dazugelernt. Die Neufassung hatte dann am 17. Juni im Beethovensaal des Konzerthauses Stuttgarter Liederhalle Premiere. Zu dem Massenaufgebot auf dem Podium gehörten die Sopranistin Ursula Buckel, der Bariton Roland Hermann, der Südfunkchor, der Philharmonische Chor Stuttgart, der Knabenchor des Eberhard-Ludwig-Gymnasiums Stuttgart, der Kinderchor der Württembergischen Staatstheater, das Südfunk-Sinfonie-Orchester und der Organist Wolfgang Dallmann. Die Gesamtleitung hatte Heinz Mende. Der durch seine zahlreichen Opernübersetzungen bekannte Musikschriftsteller und -kritiker Kurt Honolka schrieb zwei Tage später in den Stuttgarter Nachrichten, bei dem Werk handle es sich um den „ganz großen Wurf, der nur einmal gelingt, den man auch auf der Höhe der Meisterschaft nicht wiederholt, so wenig wie etwa Orff die ‚Carmina Burana‘ wiederholen konnte“.

## Beschreibung
„Der große Kalender“ ist Reutters umfangreichstes und – jedenfalls zu seinen Lebzeiten – meistgespieltes Chorwerk. Die einzelnen Nummern bestehen aus Texten aus der Bibel, Bauernregeln, volkstümlichen Sprüchen, Volksliedern, Chorälen und literarischen Zitaten, überwiegend von bekannten deutschen Dichtern. Sie begleiten den Jahreslauf von Neujahr bis Silvester. Die Musik ist bewusst einfach – im besten Sinne volkstümlich – gehalten, sodass sie sich jedem Hörer unmittelbar erschließt. Der Komponist bietet eine Fülle wirkungsvoll kontrastierter, alle Kombinationen zwischen Soli und Chören nutzender Gesangsnummern.

## Gliederung des Werkes
Erster Teil
1. Jahresbeginn und Dreikönigstag – Bariton mit gemischtem Chor (Text aus Matthäus 2)
2. Bauernregeln und Kalenderzeit – Männerchor und Frauenchor im Wechsel: Januar muss vor Kälte knacken
3. Karneval – Kinderchor, Duett Sopran und Bariton, gemischter Chor: Tschingdera, tschingdera! Heut' ist die Fastnacht da! (Text nach alten Volkssprüchen und -reimen)
4. Aschermittwoch – Duett Sopran und Bariton: Memento homo, quia pulvis es sowie gemischter Chor: Wach auf, o Mensch, o Mensch, wach auf! (Anonymus)
5. Bauernregeln und Kalenderzeit – Männerchor und Frauenchor im Wechsel: Wenn im März die Kraniche ziehn
6. Passion – Männerchor: Als Jesus von seiner Mutter ging und die große heilige Woche anfing (Geistliches Volkslied)
7. Auferstehung – Gemischter Chor mit Sopran: Erstanden ist der heilig Christ (Text nach alten Kirchenliedern)

Zweiter Teil
1. Erwachen – Sopran: Vom Eise befreit (aus dem „Osterspaziergang“ von Johann Wolfgang von Goethe)
2. Saat – Bariton und Männerchor: Bemesst den Schritt! (Conrad Ferdinand Meyer)
3. Walpurgisnacht und Mai-Anfang – Bariton, Frauenchor, gemischter Chor und Kinderchor im Wechsel: Die Schwalbe fliegt, der Frühling siegt (nach Texten von Ludwig Hölty, Johann Wolfgang von Goethe und Heinrich Heine)
4. Bauernregeln und Kalenderzeit – Frauenchor und Männerchor im Wechsel: Die Sonne tritt aus dem Zeichen des Stiers
5. Mai-Idyll – Bariton, Sopran und gemischter Chor: Ach herzigs Herz! (Altes Volkslied und Abend-Angelus)

Dritter Teil
1. Johannisfeuer – Allegro ostinato für Orchester
2. Bauernregeln und Kalenderzeit – Männerchor und Frauenchor im Wechsel: Juni trocken mehr als nass bringt gut Nass dem Winzerfass
3. Reife – Sopran: Geh aus, mein Herz, und suche Freud (Paul Gerhardt)
4. Ernte – gemischter Chor: Wir schnitten die Saaten (Conrad Ferdinand Meyer)

Vierter Teil
1. Bauernregeln und Kalenderzeit – Männerchor und Frauenchor im Wechsel: Septemberdonner prophezeit vielen Schnee zur Weihnachtszeit
2. Weinlese – Nach einem kleinen Ländler für Orchester folgen gemischter Chor und Bariton: Traubengelocktes Septemberkind (Francis Jammes)
3. Die wilde Jagd – Rondo für Orchester
4. Herbst-Elegie – Bariton: Es ist ein Schnitter, heißt der Tod (Geistliches Volkslied)
5. Bauernregeln und Kalenderzeit – Männerchor und Frauenchor im Wechsel: Im November viel Nass
6. Advent – Sopran und Kinderchor: Maria durch ein Dornwald ging (Geistliches Volkslied)
7. Kalenderzeit – Frauenchor: Die Erde hat ihren Weg um die Sonne beendet
8. Beschluss – Soli und Chöre: Nun wolle Gott, dass unser Gsang mit einem feierlichen Amen am Ende (Geistliches Volkslied)